# عمیق‌تر و عمیق‌تر
«عمیق‌تر و عمیق‌تر» (به انگلیسی: Deeper and Deeper) تک‌آهنگی از هنرمند اهل ایالات متحده آمریکا مدونا است که در سال ۱۹۹۲ میلادی منتشر شد.